# Onești
Onești [oˈneʃtʲ] (von 1965 bis 1990 Gheorghe Gheorghiu-Dej) ist eine Stadt im Kreis Bacău in der historischen Region Westmoldau in Rumänien.

## Geographische Lage
Die Stadt Onești liegt im Trotuș-Tal in den Ostausläufern des Culmea-Petricica-Gebirges, ein Gebirgszug der Ostkarpaten. An der Mündung der Flüsse Oituz und Cașin in den Trotuș, der Bahnstrecke Sfântu Gheorghe–Siculeni–Adjud und an der Europastraße 574 von Bacău nach Brașov (Kronstadt), liegt Onești etwa 50 Kilometer südwestlich von der Kreishauptstadt Bacău entfernt.

## Geschichte
Bereits im 15. Jahrhundert war an der Stelle des „modernen“ Onești ein Krater zu finden.
Ende des 19. Jahrhunderts setzte sich der Ort aus dem Gemeindezentrum Onești und den Weilern Filipești, Răcăuțul und Buciumi zusammen. Mit der Agrarreform von 1864 kamen in Onești 233 Bauern zu Landbesitz. Ab dem Jahr 1953 wurde dann systematisch eine Planstadt aufgebaut, die im März 1965 nach dem kommunistischen Staatsoberhaupt Gheorghe Gheorghiu-Dej benannt wurde. Nach einer Art Planung auf dem Reißbrett wurden Unternehmen der ölverarbeitenden Industrie, Chemie und des synthetischen Kautschuks angesiedelt.
Nach dem Sturz der Ceaușescu-Regierung wurde die Stadt im Mai 1996 offiziell wieder in Onești umbenannt.

## Bevölkerung
2002 lebten auf dem Gebiet der heutigen Stadt 51.416 Bewohner. Darunter waren 50.519 Rumänen, 545 Roma, 206 Magyaren, 50 Griechen, 24 Rumäniendeutsche u. a. Bis 2011 fiel die Bevölkerungsanzahl auf 39.172. 35.368 davon waren Rumänen, 252 waren Roma, 55 Ungarn, 21 Griechen. Weiter wurden unter anderen auch neun Ukrainer und acht Deutsche registriert.

## Sehenswürdigkeiten
- Mehrere rumänisch-Orthodoxe Kirchen, darunter die Sfantul Nicolae, errichtet 1843 und 1883 umgebaut,[7] die unter Denkmalschutz steht[8]
- Mehrere römisch-katholische Kirchen[9]
- Das Königin Maria-Denkmal[10]
- Die Stadtbibliothek Radu Rosetti[11]
- Die Sportstätte, 1966 vom Architekten Mircea Mihăilescu (1920–2006) errichtet, gilt als architektonische Besonderheit der Stadt.[12]

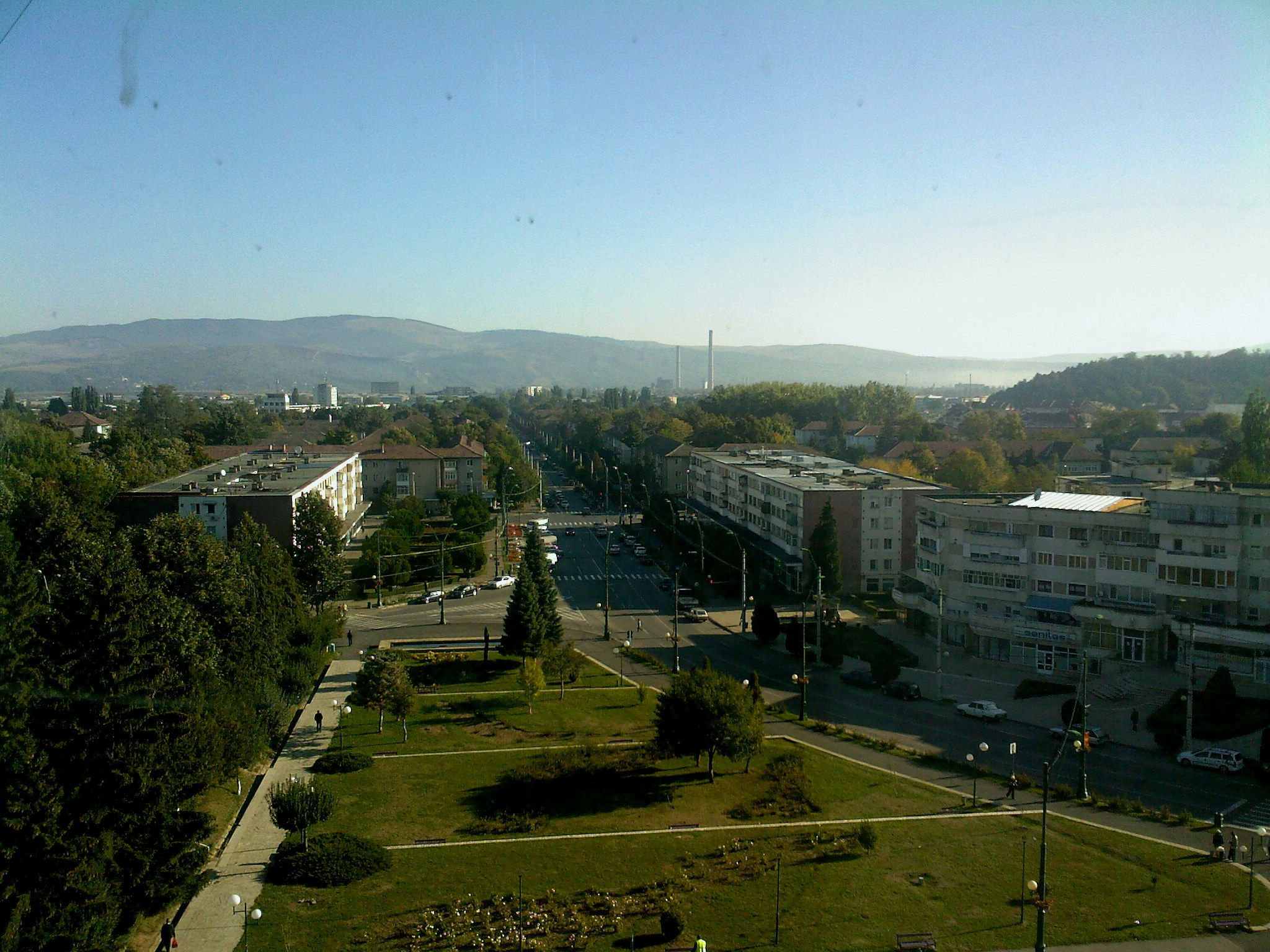
Blick auf Onești
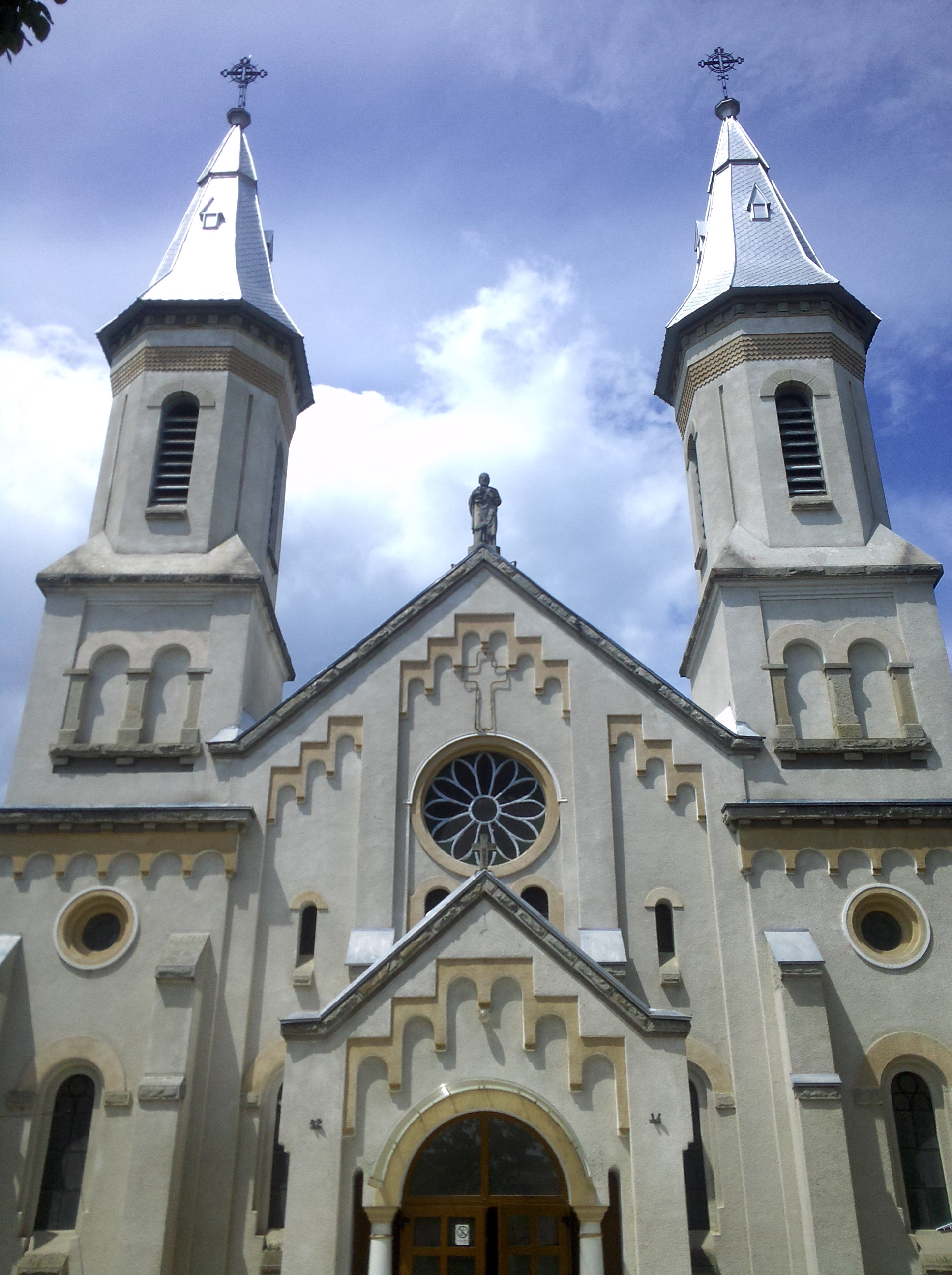
Peter und Paul-Kirche
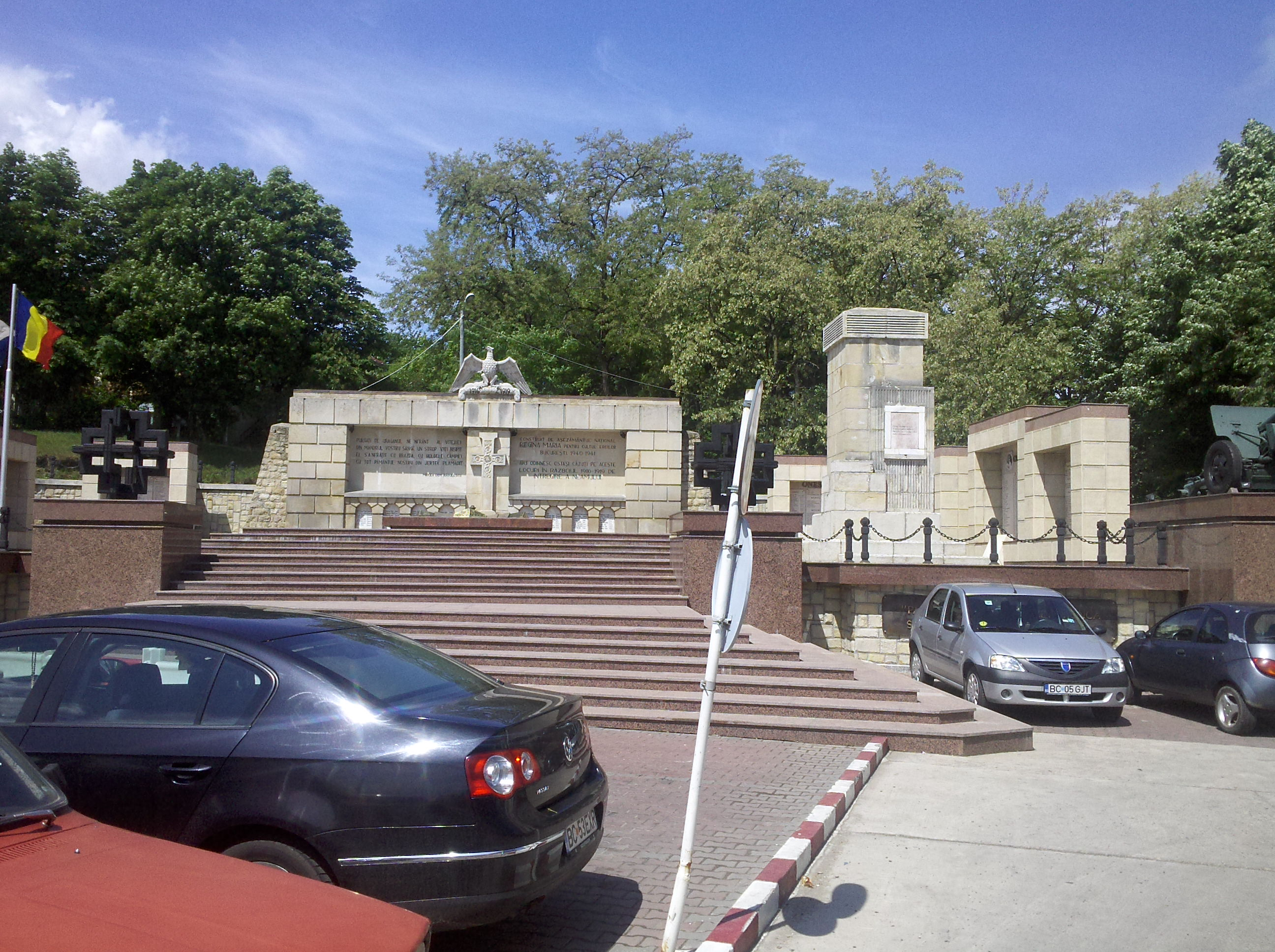
Königin Maria-Denkmal
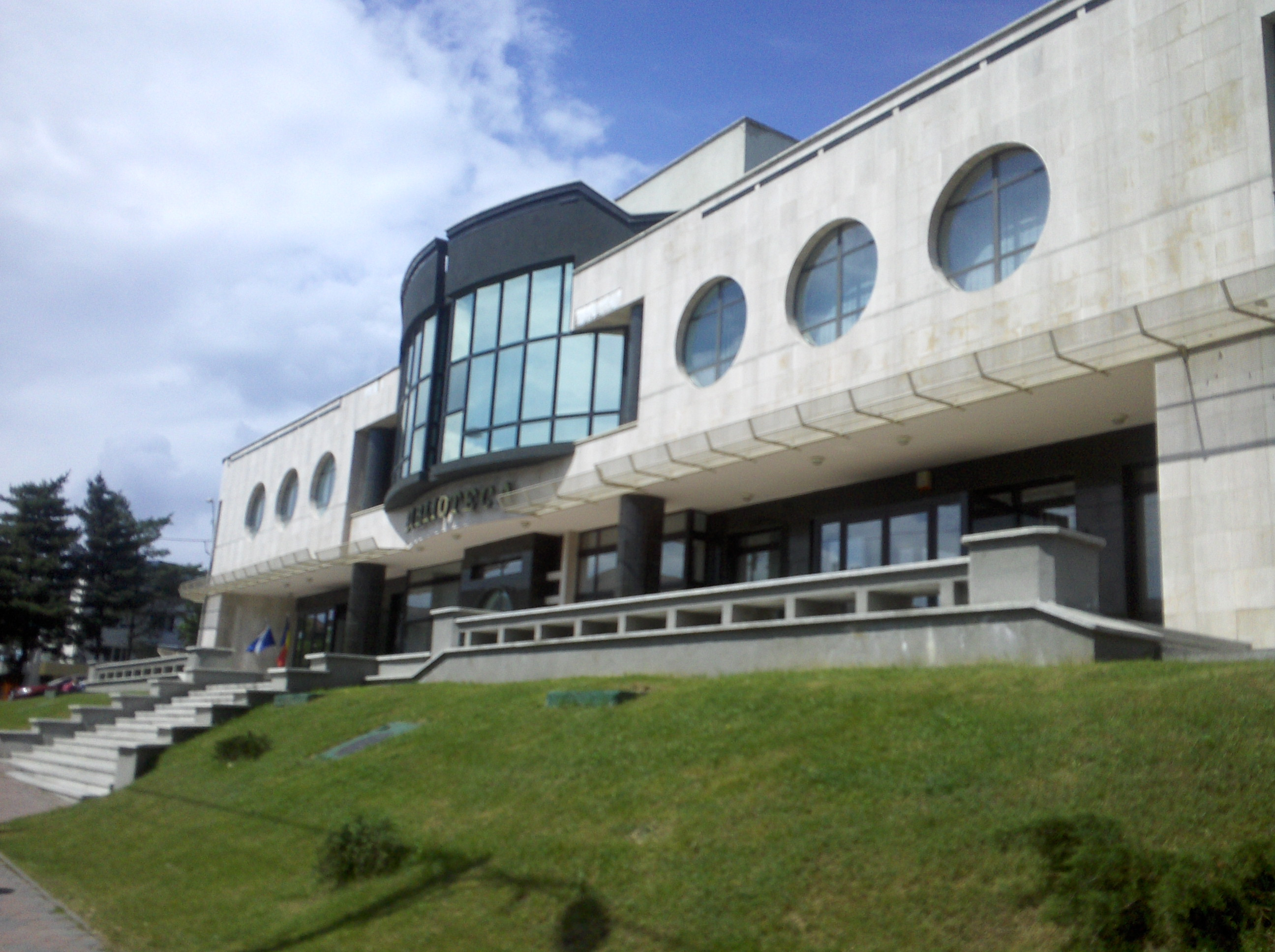
Stadtbibliothek Radu Rosetti
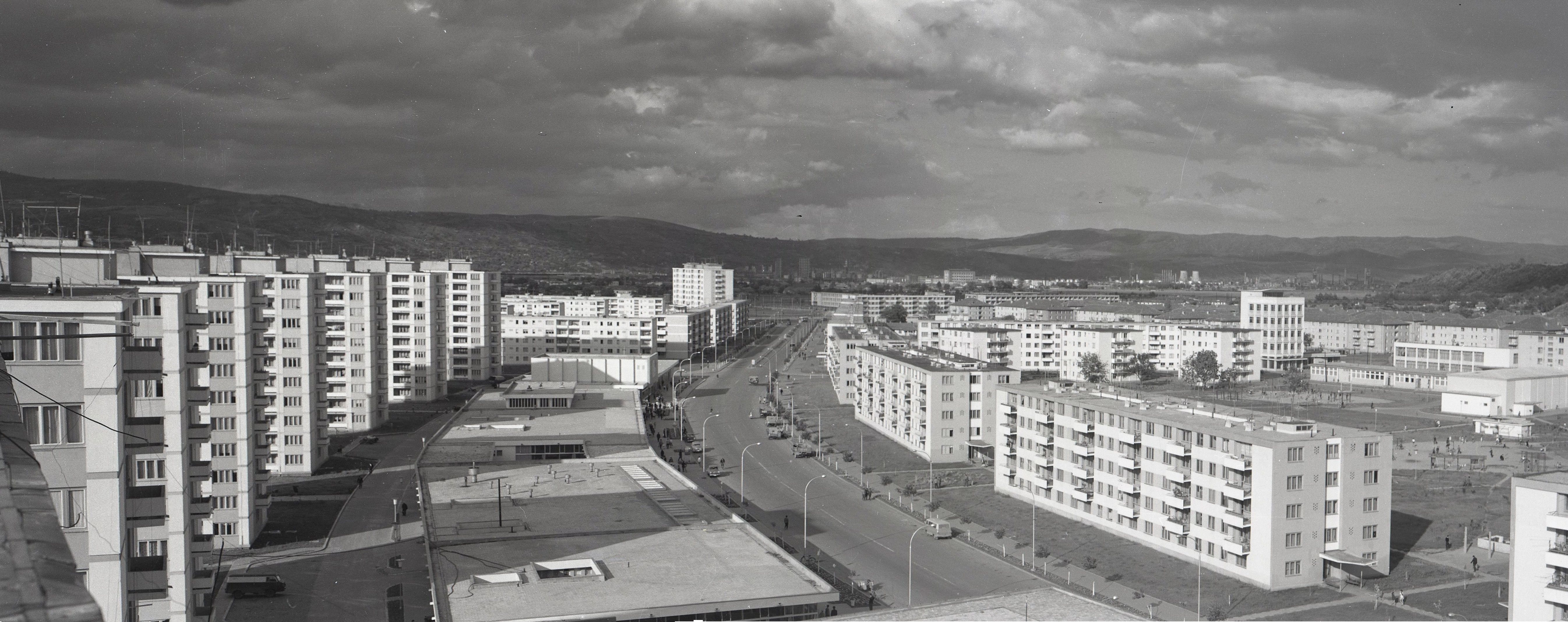
Neubauviertel in Onesti (1965)

## Persönlichkeiten
- Ștefan cel Mare (1457–1504), moldauischer Fürst, geboren im eingemeindeten Ort Borzești
- Nadia Comăneci (* 1961), Turnerin, fünffache Olympiasiegerin
- Georgeta Gabor (* 1962), Turnerin
- Dumitrița Turner (* 1964), Turnerin
- Teodora Enache (* 1967), Jazzsängerin
- Laura Moise-Moricz (* 1976), Judoka
- Cristine Spătaru (* 1986), Bobsportlerin und Leichtathletin
- Diana Maria Chelaru (* 1993), Turnerin

## Städtepartnerschaften
Onești pflegt Städtepartnerschaften mit:
- Eysines in Frankreich
- Skien in Norwegen
- Pistoia in Italien
- Strășeni in der Republik Moldau